# Arcieri sciti

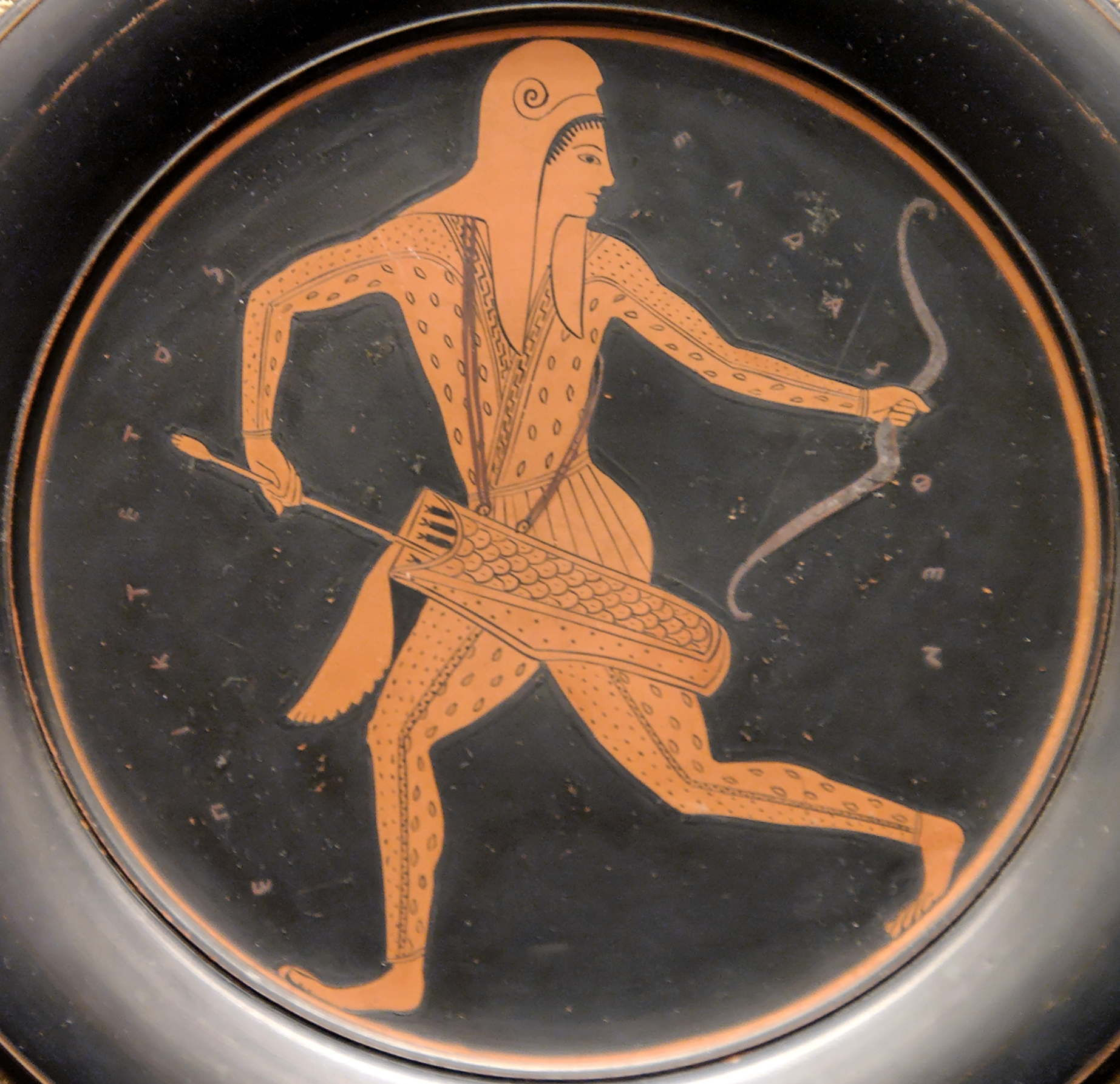
Dipinto vascolare a figure rosse attico di un arciere scita di Epitteto, 520–500 a.C.

Gli arcieri sciti erano un'ipotetica forza di polizia di Atene nel V all'inizio del IV secolo a.C., documentata nella letteratura e in alcune opere d'arte greche. Si dice che fosse un corpo armato costituito da 300 schiavi pubblici Sciti (una popolazione nomade dell'odierno Iran attestata nella steppa eurasiatica); era adibito al mantenimento dell'ordine pubblico e svolgeva compiti di polizia urbana.

## Nome
Gli arcieri sciti erano chiamati toxotai (in greco antico: τοξόται?, "arcieri"), Skythai (in greco antico: Σκύθαι?, "Sciti") e Speusinioi (Σπευσίνιοι), nome che proveniva da quello del loro presunto fondatore Speusino.

## Ipotesi
L'ipotesi sul ruolo di "forza di polizia" degli arcieri sciti è basata principalmente su alcune possibili testimonianze trovate nella pittura vascolare attica e nelle opere del commediografo Aristofane. Si dice che la forza armata fosse costituita da 300 schiavi pubblici (demosioi) che indossavano abiti sciti ed erano muniti di archi e frecce contenute in un gorytos (gli Sciti erano abili arcieri), e che venissero usati per mantenere l'ordine nell'Ecclesia e nella Boulé, nonostante avessero poca autorità di per sé. Agivano per conto degli Undici, i magistrati ateniesi "che erano responsabili degli arresti, delle esecuzioni e di alcuni aspetti dell'ordine pubblico".

## Analisi
Molti aspetti dell'ipotesi sono ancora in discussione, come ad esempio se fossero realmente Sciti, e, in caso affermativo, perché non venissero usati dei Greci, e perché una forza di polizia attiva nell'Atene urbana dovesse consistere di arcieri. Balbina Bäbler ha discusso alcune prove archeologiche precedentemente trascurate e i loro possibili collegamenti alla forza di polizia scita, comprese la stele di Getes, punte di frecce scite seppellite e altre steli di tombe in stile greco del IV secolo a.C. dedicate ad Atene a Sciti sconosciuti. Va notato anche che gli arcieri sciti che sembrano essere raffigurati come servitori degli opliti sui dipinti vascolari attici del VI secolo a.C. non sono necessariamente collegati alla forza di polizia scita del V secolo a.C. La forza di polizia, la consistenza numerica della quale si dice sia cresciuta fino a 1200 unità in un certo momento, potrebbe anche essere stata coinvolta in conflitti in tempo di guerra: è stato ipotizzato che abbiano avuto dei rapporti con l'esercito regolare ateniese, forse durante la guerra del Peloponneso, sebbene non ci siano testimonianze certe ed esplicite. È probabile anche che abbiano avuto un certo ruolo nei due colpi di stato oligarchici del 411 e 404 a.C., schierandosi a favore della democrazia ateniese. Nonostante queste incertezze le testimonianze accumulate fino ad ora portano a pensare che, almeno da un punto di vista sociale e di integrazione, gli arcieri sciti abbiano avuto un ruolo tutt'altro che marginale nell'Atene del V e IV secolo a.C.
Nelle commedie di Aristofane vengono imitati vari dialetti greci: nelle Tesmoforiazuse l'arciere scita parla un cattivo greco, omettendo costantemente la -ς ("-s") o il -ν ("-n"), usando la consonante non aspirata al posto della corrispondente aspirata, e una volta usando ξ ("x") al posto della σ ("s"). John William Donaldson ha usato queste caratteristiche come indizi per provare a ricostruire le lingue scitiche, largamente sconosciute.